# Clofazimina
La clofazimina es un agente antimicrobiano que se utiliza asociado a otros fármacos como la rifampicina y la dapsona para el tratamiento de la lepra. Es efectivo contra la bacteria Mycobacterium leprae, agente causal de las distintas formas de esta enfermedad. Nunca debe utilizarse como agente único para el tratamiento por inducir empleado de esta forma la aparición de resistencia a antibióticos.
Fue sintetizado en el año 1954 por un equipo científico del  Trinity College de Dublín para ser utilizado en el tratamiento de la tuberculosis. Sin embargo se desestimó su empleo por su ineficacia en esta enfermedad, hasta que en 1959 se demostró su utilidad en el tratamiento de la lepra.
Produce como efecto secundario una pigmentación oscura que afecta a la piel y la conjuntiva, la cual puede persistir varios meses después de la finalización del tratamiento. 